# Алан Вајлдер
Алан Вајлдер (енгл. Alan Wilder; рођен 1. јуна 1959) енглески је музичар и композитор, најпознатији као члан групе Дипеш моуд, од 1986. реализује сопствени музички пројекат Узмак („Recoil”).

## Музичка каријера
Од 1982. до 1995. године, био је у енглеском електросаставу Дипеш моуд. Са њима је урадио шест албума, а неке песме које су објављене као синглови појавиле су се на компилацијским албумима. На компилацијском албуму „The Singles 81→85” су сви синглови које је снимио са бендом (осим синглова са албума „Speak & Spell”, које је са групом снимио Винс Кларк).
Био је аутор ремикса песме „In Chains” која се нашла на албуму „Remixes 2: 81-11”.
У Дипеш моуду је заменио Винса Кларка, који је напустио бенд због несугласица. Био је један од аутора текстова и музике, мултиинструменталиста (клавијатуре, бубњеви). Дана 17. фебруара 2010. свирао је клавир уз песму „Somebody” током добротворног концерта Дипеш моуда у Ројал Алберт Холу у Лондону. То је био његов први наступ на позорници са Дипеш моудом 15 година након одласка из бенда.
Женио се два пута. Има троје деце, две кћерке: Парис (рођена 1996) и Клара Лејк (рођена 2011) и сина Стенлија Дјука (рођеног 2001).

## Дискографија
Дипеш моуд
- Construction Time Again (1983)
- Some Great Reward (1984)
- Black Celebration (1986)
- Music for the Masses (1987)
- Violator (1990)
- Songs of Faith and Devotion (1993)

Узмак („Recoil”)
- 1 + 2 EP (1986)
- Hydrology (1988)
- Hydrology plus 1 + 2 (1988)
- Bloodline (1992)
- Faith healer EP (1992)
- Unsound Methods (1997)
- Liquid (2000)
- subHuman (2007)
- Selected (2010)